# 白山神社 (高岡市二塚)
白山神社（はくさんじんじゃ）は、富山県高岡市二塚にある神社。惣社白山神社（そうしゃはくさんじんじゃ）とも称する。

## 祭神
- 菊理媛神
- 伊弉諾尊
- 伊弉冉尊

## 歴史
創建は不明。12代景行天皇の時代（西暦71年-130年）、8代孝元天皇の曾孫武内宿禰が北陸を巡行の途中、当地に斎庭を設けたことが起源ともいう。
54代仁明天皇の時代（西暦833年-850年）、付近を流れる雄神川（庄川）の水源が加賀国の白山周辺であることから白山信仰を受容し、白山本宮（白山比咩神社）より分霊を勧請し、白山社と称されるようになった。
鎌倉時代に越中守護名越流北条氏の祈願所となり社殿が新築され、越中国内の神々を一堂に祀る惣社となったが、元弘3年（西暦1333年）、名越一族滅亡の争乱（元弘の乱）により社殿は焼失した。暦応元年（西暦1338年）4月26日に社殿は再建された。
江戸時代には加賀前田家2代前田利長や10代前田重教が鷹狩りの際に参拝し、崇敬した。
鎮座地名の「二塚」は『太平記』にも記載があり、鎌倉時代、越後国の武士岩本兼佐が境内に黄金の鶏・蚕を埋納した塚に由来する、あるいは武内宿禰の孫平郡大臣の墓に由来するともいう。

## 行事
- 1月1日 - 歳旦祭
- 1月上旬 - 左義長
- 2月17日 - 祈年祭
- 3月8日 - 火鎮祭
- 4月26日 - 春季例大祭
- 7月5日 - 夏越大祓満願祭
- 7月13日 - 水神祭
- 7月土用の三番 - 熱送り
- 9月15日 - 稲荷祭
- 10月26日 - 秋季例大祭
- 11月25日 - 新嘗祭
- 12月31日 - 師走大祓

## 文化財
- 伝後醍醐天皇宸翰法華経切
- 元和十年銘鋳鰐口
- 木造狛犬

## 奉務神社
- 春日神社 - 高岡市戸出春日
- 徳市神明社 - 高岡市戸出徳市
- 気多社 - 高岡市東二塚
- 秋葉神社 - 高岡市東二塚舘島
- 神明社 - 高岡市西二塚菅袋
- 神明社 - 高岡市西二塚南川原
- 一万当社 - 高岡市西二塚庄川堤防
- 神明社 - 高岡市東藤平蔵
- 鹿島神社 - 高岡市東藤平蔵林
- 諏訪社 - 高岡市東藤平蔵林
- 神明社 - 高岡市東藤平蔵西島
- 神明社 - 高岡市林新
- 八幡社 - 高岡市上黒田
- 神明社 - 高岡市上黒田黒田新町
- 五社神社 - 高岡市下黒田
- 白山宮 - 高岡市上伏間江
- 日宮社 - 高岡市下伏間江
- 神明社 - 高岡市十二町島
- 神明社 - 高岡市大野
- 赤祖父神社 - 高岡市赤祖父
- 春日神社 - 高岡市京田
- 日枝社 - 高岡市神主町
- 天満社 - 高岡市寺町
- 神明社 - 高岡市三女子
- 八幡社 - 高岡市上石瀬
- 神明社 - 高岡市下石瀬
- 枇杷首神社 - 射水市枇杷首
- 恵比寿社 - 射水市枇杷首
- 稲荷社 - 高岡市二塚（中越パルプ工業内）